# Сателит (група)
Група Сателит е българска рок група. Създадена през 1988 г. или 1989 г. Около 1992 г. състава е следния: Стоян – китари, Боян (Яшката) – китари, Стефан – бас, Лилиан – барабани и Наско – вокал. Стоян напуска и на негово място е привлечен Боян Молина. По това време групата има няколко авторски парчета, предимно на Стефан. Репетира се в едно мазе до НДК. Лилиан напуска и след известен период репетиране с дръм машина и напускане на Боян (Яшката), Явор постъпва като барабанист, той урежда помещение за репетиране в читалище „Младост“. От онези години има два студийни записа, едно парче на Наско, „Синият камък“, и едно на Стефан – „Don't Dry the Tears“. След първият концерт, състоял се в края на 1992 г., Наско постепенно започна да се оглежда за странични проекти, тъй като нещата в бандата зациклят. След не особено позитивно ревю на концерт, написано от тогавашния вестник „Ритъм“, и запознанството на Наско с момчетата от БТР, Сателит фактически остават без певец.
След дълго репетиране без певец бандата пробва едно момче от Младост, който си имал собствена банда но бил чул музиката на концерта и я харесал. Така се стига до „назначаването“ на Дими за певец. В този състав през май месец 1995 г. е записан и единствения студиен албум на бандата – „Ups And Downs“, в тогавашното студио „Сити“. Албумът е изпят на английски, не се рекламира добре и липсва адекватен мениджмънт.
Точно по това време стартира клубният живот в София и, следвайки примера на БТР, Сигнал и Медикус, Сателит подготвят за няколко месеца репертоар от любими рок и поп парчета, с които започват да се изявяват във Фънкис, Кукарача, Едис, Суингинг Хол, Сакс, Библиотеката и други заведения с музика на живо. Междувременно настъпват още две промени в състава: Явор е заменен от Цецо на барабаните и бива привлечен втори китарист: Славейко Кръстанов. В този състав започва най-успешният клубен период на групата, за около две години свирят по абсолютно всички клубове в София и някой в провинцията. По това време Сателит са най-харчената клубна група, свирейки средно по четири пъти в седмицата почти през цялата година.
Към средата на 1996 г. групата подписва договор за спонсорство с KFC, този договор косвено ставна причина за изостряне на вече съществуващите конфликти в групата. В резултат на въпросните различия, на 10 януари 1997 г. Боян Молина напуска групата и се включва в готова формация – Жокер. Няколко месеца по-късно Дими също напуска Сателит. Впоследствие той основава Сленг.
Сателит продължават клубната си дейност, като привличат на барабаните – Венци, а зад микрофона е Станислав Пандин – Траша (по-късно вокалист на група „Еридан“). Темпото по онова време вече е съвсем различно. Въпреки всичко, Стефан не се отказва и с доста промени в състава, и поемайки и микрофона в определен момент, успява все да задържи групата. По това време минават няколко души през състава на бандата. През 1998 г. Боян се завръща в бандата и взима със себе си Камен на клавирите, певец по това време е Чавдар, а на барабаните е Юлиан Наумов.
Единствените, които постигат истински успех с музиката са Наско (БТР), и Дими (Сленг). Дими загива при нелепа катастрофа с мотор на 29 юни 2008 г.